# Norul roșu (pictură de Mondrian)
Norul roșu (în neerlandeză De rode wolk) este o pictură din 1907 realizată de pictorul neerlandez Piet Mondrian. Mondrian a finalizat pictura în timp ce se afla lângă Oele (municipalitatea Hengelo), în estul Țărilor de Jos. Un istoric de artă a remarcat că „contrastele dure de culoare și pensula încărcată, expresivă” fac parte din evoluția lui Mondrian către un pictor abstract.
Opera de artă face parte din colecția Kunstmuseum Den Haag din Haga. A fost achiziționată de muzeu în 1956, drept cadou din partea lui Albert Pieter van den Briel, care deținea tabloul încă din 1908.
În aceeași perioadă, în 1908, Mondrian a pictat și „Pădurea de lângă Oele” (în neerlandeză Bos bij Oele), care se află de asemenea în colecția Kunstmuseum Den Haag.